# Língua de gelo

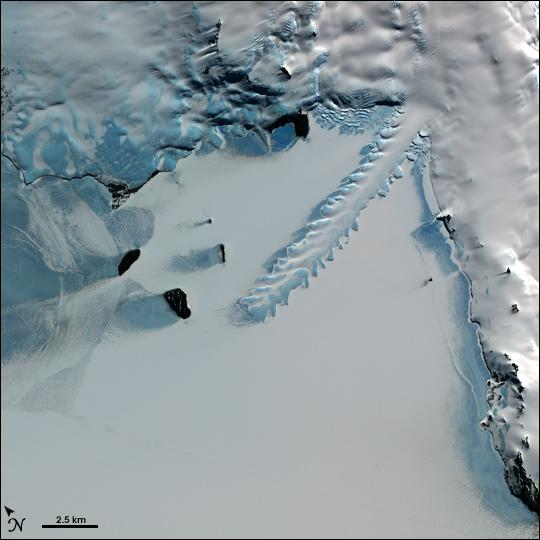
A Língua de Gelo Érebo, se desprendendo da Geleira Érebo de 3,800m (12467,2 ft). O Monte Érebo, Ilha de Ross, Antártica. A língua de gelo está se projetando para dentro do Estreito de McMurdo (congelada nesta imagem).

Uma língua de gelo é um fino e extenso lençol de gelo se projetando para fora da linha costeira. Uma língua de gelo se forma quando uma geleira de vale se move muito rapidamente para dentro do oceano ou de um lago.